# Powellsville
Pour le secteur non constitué en municipalité situé en Ohio, voir Powellsville (Ohio).
Powellsville est une ville du comté de Bertie, en Caroline du Nord. Lors du recensement de 2010, la ville comptait 276 habitants, majoritairement afro-américains. En 2017, sa population est estimée à 249 habitants.

## Géographie
D'après le Bureau du recensement des États-Unis, sa superficie est de 1 km2.

## Démographie
| Groupe            | Powellsville | Caroline du Nord | États-Unis |
| ----------------- | ------------ | ---------------- | ---------- |
| Afro-Américains   | 59,4         | 21,5             | 12,6       |
| Blancs            | 37,3         | 68,5             | 72,4       |
| Autres            | 0            | 8,8              | 14,1       |
| Amérindiens       | 1,1          | 1,3              | 0,9        |
| Total             | 100          | 100              | 100        |
|                   |              |                  |            |
| Latino-Américains | 3,6          | 8,4              | 16,7       |

En 2010, la totalité de la population latina est composée de Mexicano-Américains.
Selon l'American Community Survey, pour la période 2011-2015, 100 % de la population âgée de plus de 5 ans déclare parler anglais à la maison.